# 有角神

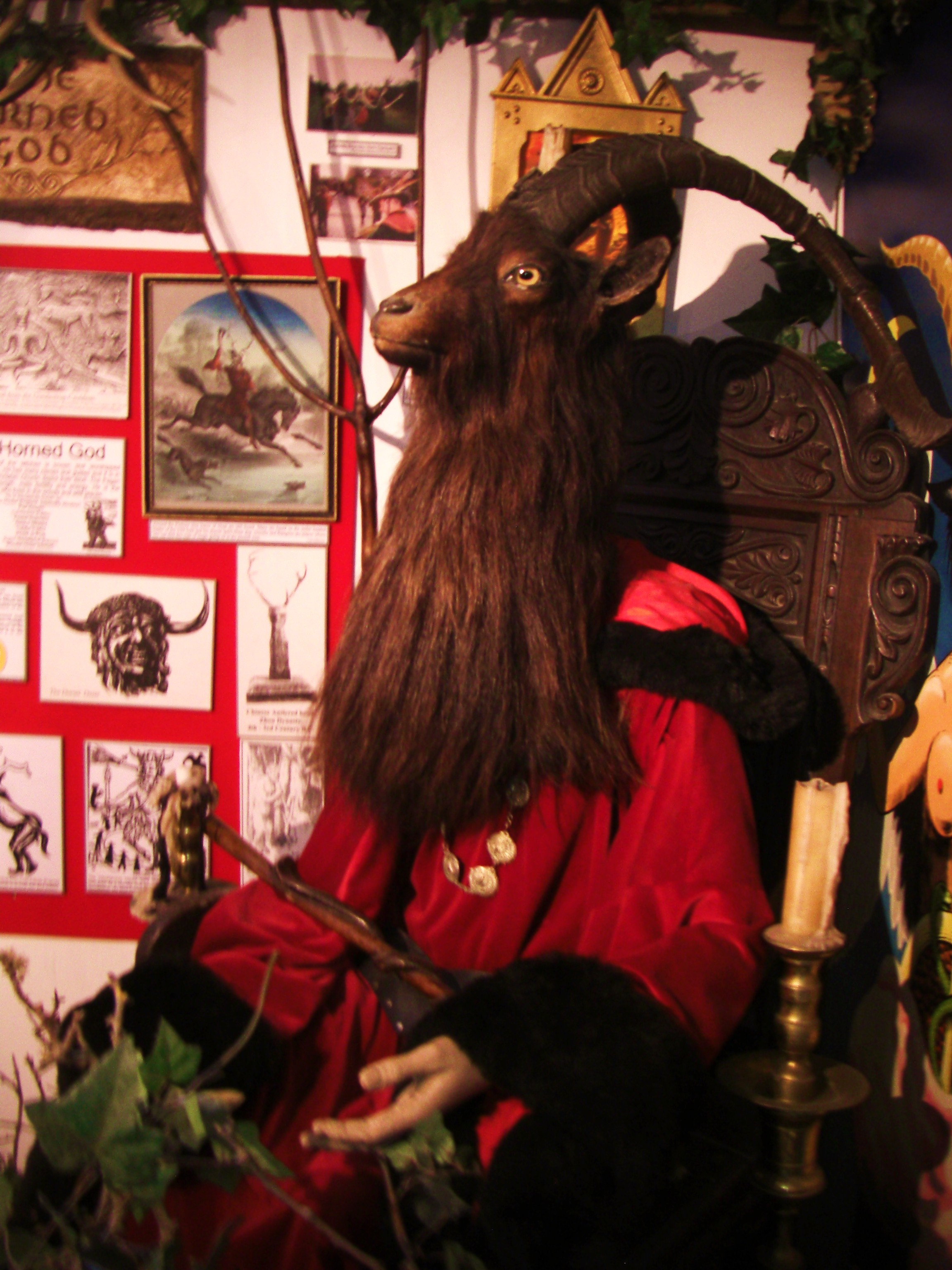
コーンウォールの伝統的な魔女術における有角神ブッカの像。ボスキャッスル、ウィッチクラフト博物館

有角神（ゆうかくしん、Horned God）は、ウイッカにおける二つの主神の内の一つで、ネオペイガニズムの神の一つ。有角神は、神学的に神の男性の側面を表しており、女性である月の三女神または他の地母神の王配である。有角神は、いくつかの心理学理論で研究されており、ファンタジー文学で繰り返し登場する主題となっている:872。